# ТЕС Чана
6°57′18″ пн. ш. 100°42′23″ сх. д. / 6.95500° пн. ш. 100.70639° сх. д.
ТЕС Чана – теплова електростанція на півдні Таїланду. 
В 2008 році на майданчику станції став до ладу енергоефективний блок комбінованого парогазового циклу потужністю 710 МВт, в якому дві газові турбіни живлять через відповідну кількість котлів-утилізаторів одну парову турбіну. 
В 2014-му ввели в експлуатацію другу чергу потужністю 766 МВт, що складається із двох однотипних блоків, у кожному з яких одна газова турбіна живить через котел-утилізатор одну парову турбіну. Особливістю цих блоків є те, що обидві турбіни працюють на один генератор. Паливна ефективність другої черги досягає 57,3%.
Як паливо використовують природний газ, що надходить з офшорних родовищ Сіамської затоки до ГПЗ Сонгхла, який розташований менш ніж за 8 км від майданчика ТЕС. Пропускна здатність перемички від ГПЗ дорівнює 8,2 млн м3 на добу.
Необхідну для технологічних процесів воду отримують зі струмків Khlong Na Tub (для роботи системи охолодження в обсягах до 34 тис м3 на добу) та Khlong Phoma (для інших потреб в обсягах біля 1,2 тис м3 на добу). 
Видачу продукції відбувається по ЛЕП, що працює під напругою 230 кВ.